# Kurt Brändle
Kurt Brändle (19 de janeiro de 1912 - 3 de novembro de 1943) foi um oficial alemão que serviu durante a Segunda Guerra Mundial. Foi condecorado com a Cruz de Cavaleiro da Cruz de Ferro.

## Carreira

### Patentes
Hauptmann

### Condecorações
| Cruz de Ferro 2ª Classe                        |
| Cruz de Ferro 1ª Classe                        |
| Folhas de Carvalho nº 114 27 de agosto de 1942 |